# American Philatelic Society

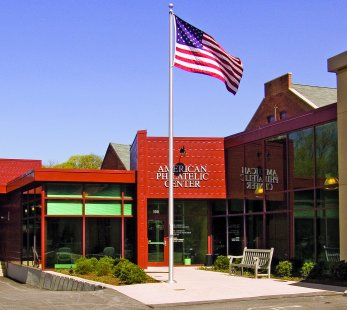
Siedziba APS – American Philatelic Center w Bellefonte (Pensylwania)

American Philatelic Society (skr. APS; tłum. Amerykańskie Towarzystwo Filatelistyczne) – największe stowarzyszenie filatelistów na świecie, które utworzone zostało 13 września 1886 roku jako American Philatelic Foundation (APA), obecna nazwa obowiązuje od 1908 roku. APS posiada prawie 32 000 członków z ponad 110 krajów (2015 rok).

## Historia
American Philatelic Society powstało 13 września 1886 w Nowym Jorku jako American Philatelic Foundation. Pierwszym prezesem został znany adwokat i kolekcjoner znaczków John K. Tiffany. Oficjalna preambuła stowarzyszenia brzmiała:

Celami Stowarzyszenia są: pomoc członkom w zdobywaniu wiedzy w zakresie filatelistyki, pielęgnowanie przyjaźni pomiędzy filatelistami oraz umożliwienie utworzenie podobnych stowarzyszeń w innych krajach.

Opłata członkowska wynosiła 2 dolary rocznie, do każdego członka została dostarczona karta członkowska wraz z odznaczeniem, za którą płaciło się 1 dolara. Pierwsze usługi świadczone przez stowarzyszenie:
- Coroczne kongresy (znane dzisiaj jako wystawy filatelistyczne) – pierwszy taki kongres rozpoczął się w dniu założenia (13 września 1886).
- Dział Zaopatrzenia – członkowie, którzy chcieli nabyć walory filatelistyczne (z początku znaczki pocztowe, stemple pocztowe i okolicznościowe) płacili opłaty nominalne, ewentualnie inne stosowne do jakości czy też wartości waloru.
- Dział Wymiany (obecnie Dział Sprzedaży) – przedmiotem wymiany były głównie powtarzające się w zbiorach członków znaczki pocztowe, koperty i karty pocztowe.
- Biblioteka – w początkowych latach nie była dostępna dla zwykłych członków.
- Dział Fałszerstw – zajmował się podrabianymi walorami filatelistycznymi, ich wykrywaniem oraz usuwaniem z obiegu i zbiorów.

W 1887 roku powstało pierwsze logo stowarzyszenia, które zaproponował Eugene Dill, członek z Saint Louis, obecne logo zostało zmienione w sposób nieznaczny.
W 1897 roku przeniesiono bibliotekę stowarzyszenia do Biblioteki Carnegie w Pittsburghu, zbiory pozostały tam do 1927 roku. W tym samym roku na kilka miesięcy zmieniono nazwę stowarzyszenia na American Philatelic Society, która ostatecznie została przyjęta w 1908 roku. Liczba członków nieustannie zwiększała się. W 1931 roku do stowarzyszenia dołączył przyszły prezydent Stanów Zjednoczonych Franklin Delano Roosevelt. W 1947 roku stowarzyszenie stało się członkiem Międzynarodowej Federacji Filatelistyki. W 1986 roku obchodzono 100-lecie istnienia APS.

## Działalność
APS oferuje dla członków:
- The American Philatelist – miesięcznik.
- online
- Amerykańska Biblioteka Filatelistyczna (American Philatelic Research Library)
- strona. stamps.org. [zarchiwizowane z tego adresu (2016-03-04)]. – możliwości edukacyjne.

## Członkowie
APS posiada blisko 32 000 członków z ponad 110 krajów, w tym lokalne kluby i firmy zajmujące się sprzedażą walorów filatelistycznych. Największą liczbę członków zanotowano w 1991 roku – ponad 60 000, od tamtego momentu ich liczba znacząco się zmniejszyła.

## Wydarzenia
W ciągu roku APS organizuje dwie ogólnokrajowe wystawy filatelistyczne: APS AmeriStamp Expo odbywające się w zimie oraz APS StampShow w lecie. Miejsca wystaw są nieustannie zmieniane, tak aby odwiedzić każdy zakątek kraju.